# Ercta trichoneura
Ercta trichoneura är en fjärilsart som beskrevs av George Francis Hampson 1912. Ercta trichoneura ingår i släktet Ercta och familjen Crambidae. Inga underarter finns listade i Catalogue of Life.